# Folkhemmet
Folkhemmet (dansk: Folkets hjem) er et politisk koncept, som spillede en vigtig rolle i udviklingen af den svenske velfærdsstat, ligesom det er en vigtig del af Sveriges socialdemokratiska arbetarepartis historie. Begrebet anvendes undertiden også om perioden 1932-1976, hvor landet var ledet af socialdemokratiske regeringer. Folkhemmet betegnes også sommetider som 'den svenske middelvej', idet det blev opfattet som en mellemting mellem kapitalisme og kommunisme.
Hovedarkitekterne bag Folkhemmet var de socialdemokratiske ledere Ernst Wigforss og Per Albin Hansson, der udviklede konceptet i 1930'erne med inspiration fra Rudolf Kjellén. Den blev senere videreudviklet af statsministrene Tage Erlander (1950'erne) og Olof Palme (1960'erne og 1970'erne).
Hansson introducerede første gang konceptet i 1928, hvor han sagde, at Sverige skulle blive et "godt hjem" præget af lighed og gensidig forståelse. Han ville således erstatte klassesamfundet med Folkhemmet. Idéen om Folkhemmet kom på et tidspunkt, hvor der blev stillet spørgsmålstegn ved nationaliseringer. Det markerede samtidig, at det svenske socialdemokrati droppede sit fokus på klassekampen, hvilket ellers havde været et centralt spørgsmål for den tidlige socialdemokratiske bevægelse. I stedet blev partiet fortaler for en form for reguleret markedsøkonomi kaldet funktionssocialism, hvor virksomheder blev reguleret i stedet for at være ejet af staten. Uddannelse blev opfattet som særligt vigtigt for opbygningen af det nye svenske velfærdssamfund. Sverige blev et af de første lande i verden, der tilbød sine borgere gratis uddannelse på alle niveauer fra grundskole til universitet. 